# George Sabin Cutaș

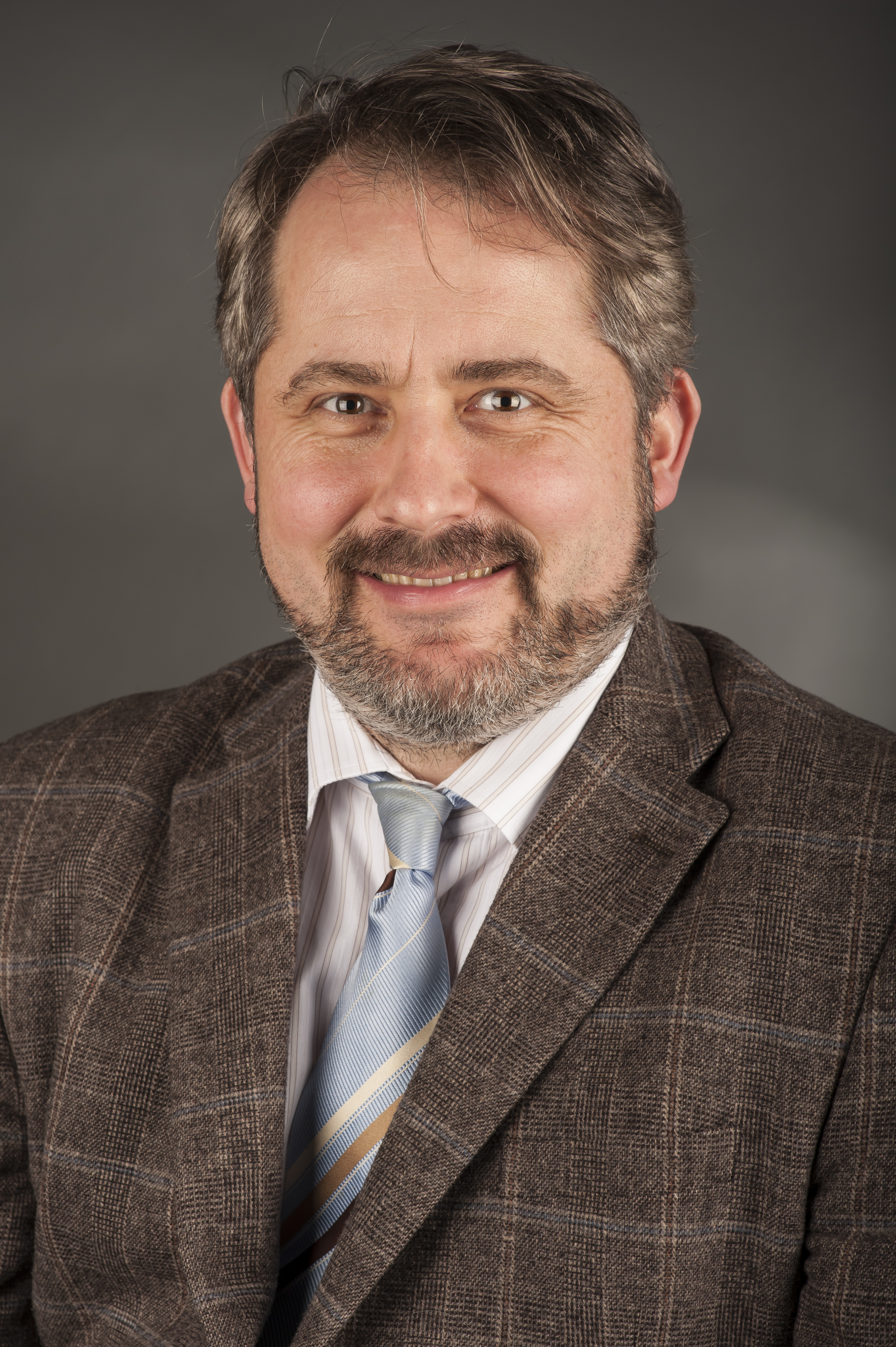
George Sabin Cutaș 2014

George Sabin Cutaș (* 23. Februar 1968 in Bacău) ist ein rumänischer Politiker der Partidul Conservator.

## Leben
Cutaș studierte Ingenieurswesen. Er war von 1999 bis 2004 Geschäftsführer von Antena 1. Von 2004 bis 2008 war Cutaș als Senator im Senat von Rumänien tätig. Seit 2009 ist Cutaș Abgeordneter im Europäischen Parlament. Cutaș ist verheiratet und hat zwei Kinder.